# Burguillos de Toledo (kommunhuvudort)
Burguillos de Toledo är en kommunhuvudort i Spanien. Den ligger i provinsen Toledo och regionen Kastilien-La Mancha, i den centrala delen av landet, 70 km söder om huvudstaden Madrid. Burguillos de Toledo ligger 680 meter över havet och antalet invånare är 1 708.
Terrängen runt Burguillos de Toledo är platt åt sydost, men åt nordväst är den kuperad. Terrängen runt Burguillos de Toledo sluttar norrut.Runt Burguillos de Toledo är det ganska glesbefolkat, med 27 invånare per kvadratkilometer. Närmaste större samhälle är Toledo, 7,3 km norr om Burguillos de Toledo. Trakten runt Burguillos de Toledo består till största delen av jordbruksmark.